# Мізрах Ігор Аркадійович
Ігор Аркадійович Мізрах (1 серпня 1971 , Вінниця  — 28 липня 2023 , Київ ) — український піарник, політтехнолог, член спілки журналістів України. Шеф-редактор політичних журналів «Рейтинг» та «Persona.ТОР». Власник медіа-холдингу «Медіа холдинг політика», виконавець пісень в стилі «блатняк» (т. зв. російський шансон).

## Життєпис
Народився 1971 року у м. Вінниці.
- 1986 — закінчив вісім класів вінницької середньої школи № 25.
- 1986 — вступив до Вінницького педагогічного училища.
- 1990—1995 — навчався у Вінницькому педагогічному інституті.
- 2016 — закінчив Одеську юридичну академію за спеціальністю «Правознавство»[3].

### Педагогічна діяльність
Протягом 1990—1995 років, навчаючись у Вінницькому педінституті, паралельно працював учителем початкових класів у вінницьких загальноосвітніх школах № 16 та № 25.
З 1995 року — викладав педагогічну практику студентам Вінницького педагогічного інституту.
З 1991 до 2004 року — займався музикою, працював в Будинку дітей та юнацтва м. Вінниці на посаді організатора. Проводив конкурси, новорічні свята, був ведучим загальноміських свят, проводив зйомки кліпів, конкурси краси у м. Вінниці.
2004 — разом із батьком Аркадієм Ананійовичем (ректор) став співзасновником та проректором приватного вищого навчального закладу «Вінницький інститут конструювання одягу і підприємництва» (ВІКОП, 4 рівень акредитації), створеного на базі колишнього швейного училища. Того ж року переїхав до Києва.

### Громадсько-політична діяльність
Працював на громадських засадах помічником народних депутатів України:
- Синиці Артема Миколайовича (5 скликання, Партія регіонів).
- Урбанського Олександра Ігоровича (8 скликання, позапартійний)[5].
- Дерев'янко Юрія Богдановича (8 скликання, партія «Воля»)[6].

### Бізнес
Був власником медіахолдингу Orange-Sky.eu та одним із керівників (інший — вінницький журналіст Тарас Чорноіван) сервісу пакетного поширення інформації, gipoteza.top. Ці «сміттєві» мережі включають сотні сайтів-клонів, що пропонують платні послуги тиражування матеріалів на численних підконтрольних вебсайтах, зокрема «клонах».

## Кримінальне провадження
25 травня 2023 року суд обрав Мізраху запобіжний захід у вигляді арешту. З того часу він перебував у СІЗО. Мізраха підозрювали у незаконних махінаціях – захопленні Хорольського заводу дитячого харчування. Це підприємство – є єдиним в Україні з виробництва сухих молочних сумішей для немовлят перших днів життя. Департамент стратегічних розслідувань Нацполіції встановив, що в рейдерському захопленні підприємства брала участь ціла група з силовим блоком, юристами та бухгалтерами. На чолі, за даними слідства, стояв Ігор Мізрах. У поле зору правоохоронців Мізрах попадав і раніше — у 2019 році він фігурував у справі продажу посад в Укроборонпромі.

### Смерть
Помер 28 липня 2023 року в київському СІЗО за невідомих обставин.

## Творчість

### Претензії на авторство хіта з часів СРСР
1982 року Мізрах, за власними ствердженнями, будучи учнем середньої школи, написав пісню «Дитинство». Пісня вперше прозвучала у фільмі «Пропоную руку і серце» (1988, «Мосфільм»). А після виконання в 1992 році Юрієм Шатуновим стала хітом.

### «Співучий проректор»
Перебуваючи на посаді проректора ВІКОП, записав пісню «Вибір є!» (2009), написану вінницьким співаком Юрієм Воронюком. В інтерв'ю Gazeta.ua Мізрах відмежувався від порівнянь персони з Михайлом Поплавським.
Наступна пісня, «Просто», уже на власні слова, записана в одеській студії «Маестро» у 2016 році. Згодом було випущено декілька альбомів.

### Дискографія
- «Я сам тебе вигадав» (2016).
- «Для коханих» (2017). Стиль альбому автор характеризує як «ліричні пісні та шансон».
- «Вибране для вибраних» (2018). До нього увійшли композиції «Ніч така місячна» (дует з Марією Максаковою)[12][13] та «Дай мені раз» (дует з Натаніка)[14].
- «Амулети кохання» (2021)[15]

## Нагороди та звання
- 2004 — Кавалер ордена Святого князя Володимира Великого III ступеня (УПЦ КП) [джерело?]
- 2006 — знак Відмінник народної освіти [джерело?]
- 2008 — відзнака «За розбудову освіти» Асоціації навчальних закладів України приватної форми власності [джерело?]

## Сім'я
- Батько Аркадій Мізрах — педагог, інженер, заслужений вчитель України, професор, доктор філософії, кандидат педагогічних наук;
- Мати Марія Мізрах — інженер[16];
- Донька — Тамара Мізрах;
- Син — Олександр Мізрах;
- Брат — Анатолій Мізрах.